# Theobald Smith
Pour les articles homonymes, voir Smith.
Theobald Smith (31 juillet 1859 à Albany (New York) - 10 décembre 1934  à New York) est un pionnier américain en épidémiologie, bactériologie et en anatomopathologie. Il est considéré comme le premier scientifique américain majeur dans le domaine de la recherche médicale.
En 1933, un an avant sa mort, Smith a reçu la Médaille Copley de la Royal Society « pour ses travaux de recherche et d'observation originaux  des maladies animales et humaines ».

## Biographie

### Apprentissage
Theobald Smith est né le 31 juillet 1859, d'un père immigrant allemand, Philip Smith, travaillant dans un atelier de confection à New York et de Theresa née Kexel.
En 1881, il obtient une licence en philosophie à l'Université de Cornell et un diplôme de médecine à la faculté de médecine d'Albany en 1883. Il n'obtient d'abord que des emplois temporaires en étant surtout utilisé comme technicien de laboratoire de médecine. En décembre 1883, Smith réussit à obtenir un poste d'assistant dans la division vétérinaire du Département de l'Agriculture des États-Unis (USDA) à Washington, D.C..

### Recherche
Réalisant que ses deux années de médecine ne l'ont pas préparé à l'exercice de la médecine, Smith retourne à Cornell pour effectuer un graduate. Le professeur Simon Cage, son mentor à Cornell, l'aide à décrocher son premier emploi au Bureau de l'industrie animal (BAI) à Washington, DC. Ce bureau avait pour but de combattre une grande diversité de maladies allant des maladies infectieuses porcines jusqu'aux pneumonies bovines, de la babésiose à la Morve. Smith a travaillé sous la direction de Daniel E. Salmon, chef du BAI et vétérinaire.
Il fonda le premier service de bactériologie des Etats-Unis à la faculté de médecine de l'Université Columbian (renommé Université George Washington) où il enseigna de 1886 à 1895.
Quand il arriva à Washington, Smith avait peu de connaissances en bactériologie. Il n'a pas eu l'opportunité d'aller en Europe pour étudier avec des hommes comme Pasteur, Koch ou Virchow, alors il se mit à étudier seul leurs travaux grâce à ses compétences en allemand et français. Durant l'année de son arrivée à Washington, Smith introduit les méthodes de Koch et commence ses longs travaux sur la tuberculose. Plus tard, il remit en question le concept de Koch disant que les tuberculoses humaine et bovine étaient causées par le même organisme.
Par ses découvertes et son activité, il est considéré comme le premier scientifique américain majeur dans le domaine de la recherche médicale.